# Oberhaardt
Die Oberhaardt ist ein geographischer Fachbegriff und eine Landschaftsbezeichnung in der Südpfalz, südlich der Mittel- und der Unterhaardt.

## Naturraum

### Nördliche Oberhaardt
Als Nördliche Oberhaardt bezeichnet man die teilweise mit Löss bedeckte Vorhügelzone des Pfälzerwaldes zwischen dem Speyerbachtal bei Neustadt an der Weinstraße und dem Queichtal bei Landau. Nach der Definition der Naturschutzbehörden Rheinland-Pfalz gehört die Nördliche Oberhaardt zur Großlandschaft „Nördliches Oberrhein-Tiefland“ und wird als Untergliederungseinheit 220.20 Nördliche Oberhaardt geführt.

### Südliche Oberhaardt
Als Südliche Oberhaardt bezeichnet man die teilweise mit Löss bedeckte Vorhügelzone des Pfälzerwaldes zwischen dem Queichtal bei Landau und der französischen Grenze bei Schweigen. Nach der Definition der Naturschutzbehörden Rheinland-Pfalz gehört die Südliche Oberhaardt zur Großlandschaft „Nördliches Oberrhein-Tiefland“ und wird als Untergliederungseinheit 220.21 Südliche Oberhaardt geführt.

## Weinbau
Ursprünglich war das Weinbaugebiet Pfalz in Ober-, Mittel- und Unterhaardt geteilt. Der Bereich Oberhaardt bestand aus den in der Südpfalz liegenden Gebieten des Weinbaugebiets. Einzelne Flächen liegen sogar im Elsass bei Weißenburg. Nach der rheinland-pfälzischen Gebietsreform 1969 wurde der Bereich in Südliche Weinstraße umbenannt.

## Sonstiges
Die bis 2008 bestehende Raiffeisenbank Oberhaardt-Gäu eG war eines der Vorgängerinstitute der VR Bank Südpfalz.